# Golfe de Corcovado
Pour les articles homonymes, voir Corcovado.
Le golfe de Corcovado (en espagnol : golfo de Corcovado ou golfo Corcovado) est une vaste étendue d'eau séparant l'île de Chiloé du Chili continental.